# Richard Tenora
Richard Tenora (25. června 1872 Kunštát – 14. ledna 1948 Brno) byl moravský římskokatolický duchovní, dlouholetý duchovní správce v Náměšti nad Oslavou.

## Životopis
Studoval bohosloví v Brně, na kněze byl vysvěcen v roce 1896. Také jeho dva rodní bratři byli katoličtí duchovní. Po vysvěcení působil jako kaplan v Benešově u Boskovic a ve Velké Bíteši. Od roku 1897 působil v Náměšti nad Oslavou, nejprve jako kooperátor, od února 1908 až do své smrti jako farář. Zasloužil se o opravy zdejšího kostela a fary.
Angažoval se také v zájmových organizacích. Během druhé světové války pomáhal domácímu odboji. Vystavoval mj. falešné křestní a oddací listy. Na faře se scházeli členové tehdejšího podzemního hnutí. V květnu 1945 se stal členem ilegálního revolučního národního výboru, konkrétně vedoucím kulturního referátu.
V lednu roku 1948 byl jmenován čestným občanem Vícenic u Náměště nad Oslavou.